# 哈維的夢
《哈維的夢》是一部由史蒂芬·金於2003年所著的短篇小說，當時發佈在紐約客雜誌上，後來於2008年收錄在短篇小說集《日落之後》內。

## 故事簡介
哈維早上醒來時，告訴太太珍娜發一個夢。在夢中的感覺非常真實，哈維夢到自己在一個晴朗的早上在家中吃早餐，接到女兒的電話，表示哈維的另一個女兒意外身亡了。哈維隨即驚醒了，然後將這個夢告訴太太，這時電話鈴聲則響起了。